# Pantano de Escuriza
Pantano de Escuriza är en reservoar i Spanien.   Den ligger i provinsen Provincia de Teruel och regionen Aragonien, i den östra delen av landet, 270 km öster om huvudstaden Madrid. Pantano de Escuriza ligger 623 meter över havet. Omgivningarna runt Pantano de Escuriza är i huvudsak ett öppet busklandskap.